# Valentina Vargas
Valentina Vargas (Santiago de Chile, 1964. december 31.) chilei születésű színésznő.

## Élete
Első szerepeit a szülővárosában működő Teatro Camilo Henríquez színházban játszotta el, később klasszikus balettet tanult a Chilei Egyetem zenekonzervatóriumában.
Drámaművészeti színi tanulmányait Párizsban folytatta, ahol a „Tania Balachova”, „Yves Pignot” színitanodákba, valamint Pascal Luneau „Pygmalion” stúdiójába járt. Később Martha Gehman Los Angeles-i színházában is tanult, és pantomimiskolába is járt az amerikai Colorado állambeli Boulderben.
Első filmszerepe a Pierre Jolivet által rendezett Strictement personnel (1985) volt, majd olyan sikerfilmekben játszott mellékszerepeket, mint Jean-Jacques Annaud: A rózsa neve (1986), vagy Luc Besson Nagy kéksége (1988). Főszerepet kapott Sam Fuller filmjében, a „Street of no Return”-ben (1989) Keith Carradine és Bill Duke oldalán. A filmet beválogatták az 1989-es Cannes-i fesztiválra.
Hazai alkotásokban is vállalt szerepeket, így játszott Alfredo Arieta Fuegos (1987), valamint Miguel Littín Los Náufragos (1994) című drámájában.
Női főszereplő volt a Hellraiser IV (1996) című horrorfilmben, valamint a Tigeress (1992) című német filmdrámában, és fontos mellékszerepe volt a Dél átka (1999) című akciófilmben Malcolm McDowell és Michael Ironside partnereként.
2002 után tévésorozatokban is szerepelt, mint például az Air America. vagy a Veszedelmes viszonyok francia minisorozatban (3 rész), Catherine Deneuve és Nastassja Kinski mellett.

## Filmográfia

### Filmek
- Strictement personnel (1985) – a masszőz
- A rózsa neve (1986) – a lány
- Fuegos (1987) – Margarita
- A nagy kékség (1988) – Bonita
- Dirty Games (1989) - Nicola Kendra
- Street of No Return (1989) – Celia
- The Tigress (1992) – Tigress / Pauline
- The Devil's Breath (1993)
- Óvóbácsik (1994) – Lolita
- The Shipwrecked (1994) – Isol
- Hellraiser: Vérvonal (1996) – parasztlány / Angelique / Angelique Cenobite
- Dél átka (1999) – Mariana Flores
- Chili con carne (1999) – Ines
- Bloody Mallory (2002) – Lady Valentine
- All Inclusive (2008) – Carmen
- Ilusiones ópticas (2009) – Rita
- Faces in the Crowd (2010) – Nina
- Night Across the Street (2012) – Nigilda
- Johnny 100 Pesos: Capítulo Dos (2017) – María Francisca

### Tévésorozatok
- Le flair du petit docteur (egy rész, 1986) – Laure
- Piazza Navona (egy rész, 1988) – Perla
- Air America (egy rész, 1999) – Celia
- L'Été de Chloé (2002) – Agnes
- Un homme en colere (egy rész, 2002) – Laura
- Veszedelmes viszonyok (2003) (mini  sorozat) – Emilie
- Le Caprice des cigognes (2006) – Anna
- Fete de famille (5 rész 2006) – Monica
- Héroes (2007) (epizód: Balmaceda) – Sofía Linares

## Fordítás
- Ez a szócikk részben vagy egészben  a   Valentina Vargas című angol Wikipédia-szócikk fordításán alapul.  Az eredeti cikk szerkesztőit annak laptörténete sorolja fel. Ez a jelzés csupán a megfogalmazás eredetét és a szerzői jogokat jelzi, nem szolgál a cikkben szereplő információk forrásmegjelöléseként.